# Maska

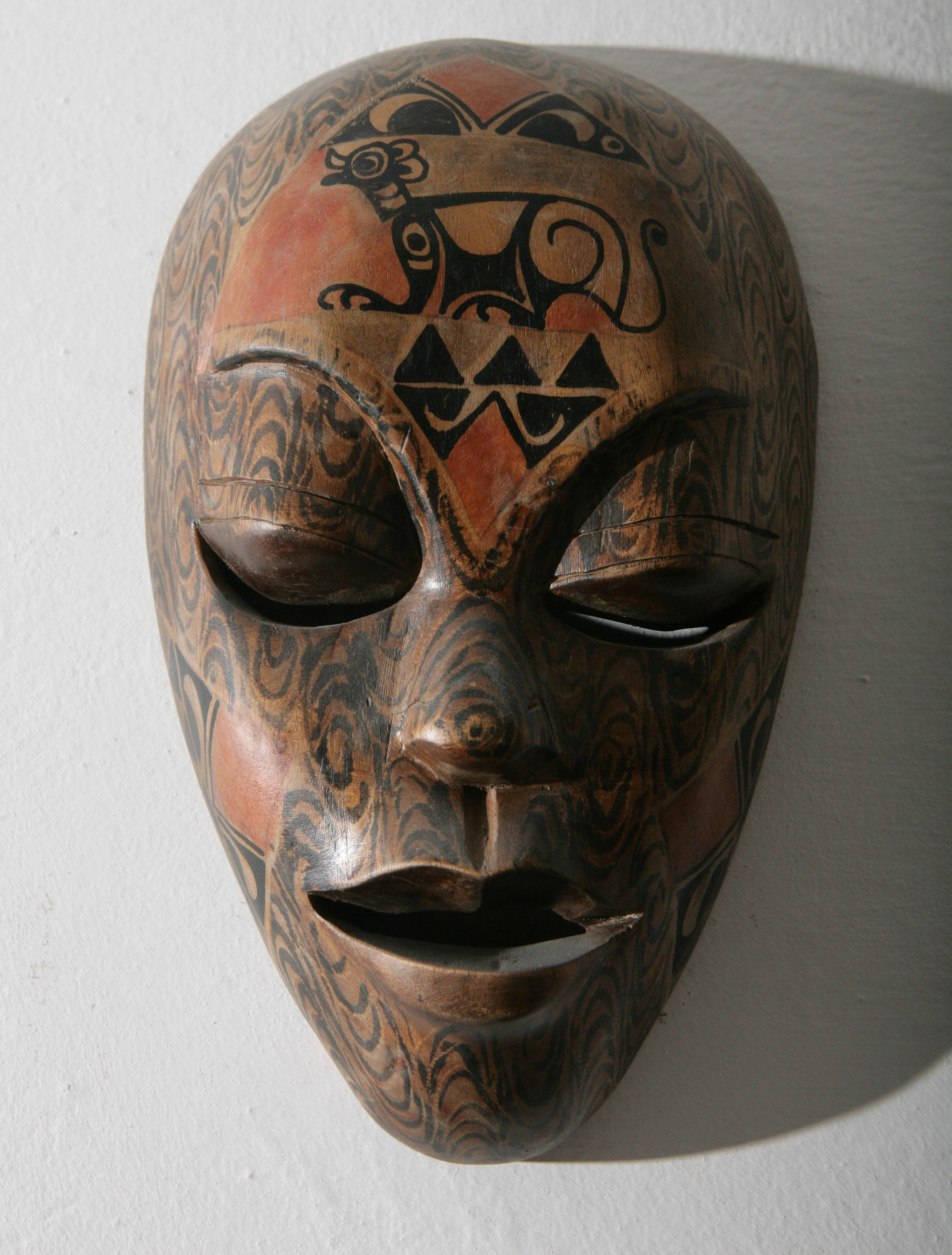
Maska afrykańska

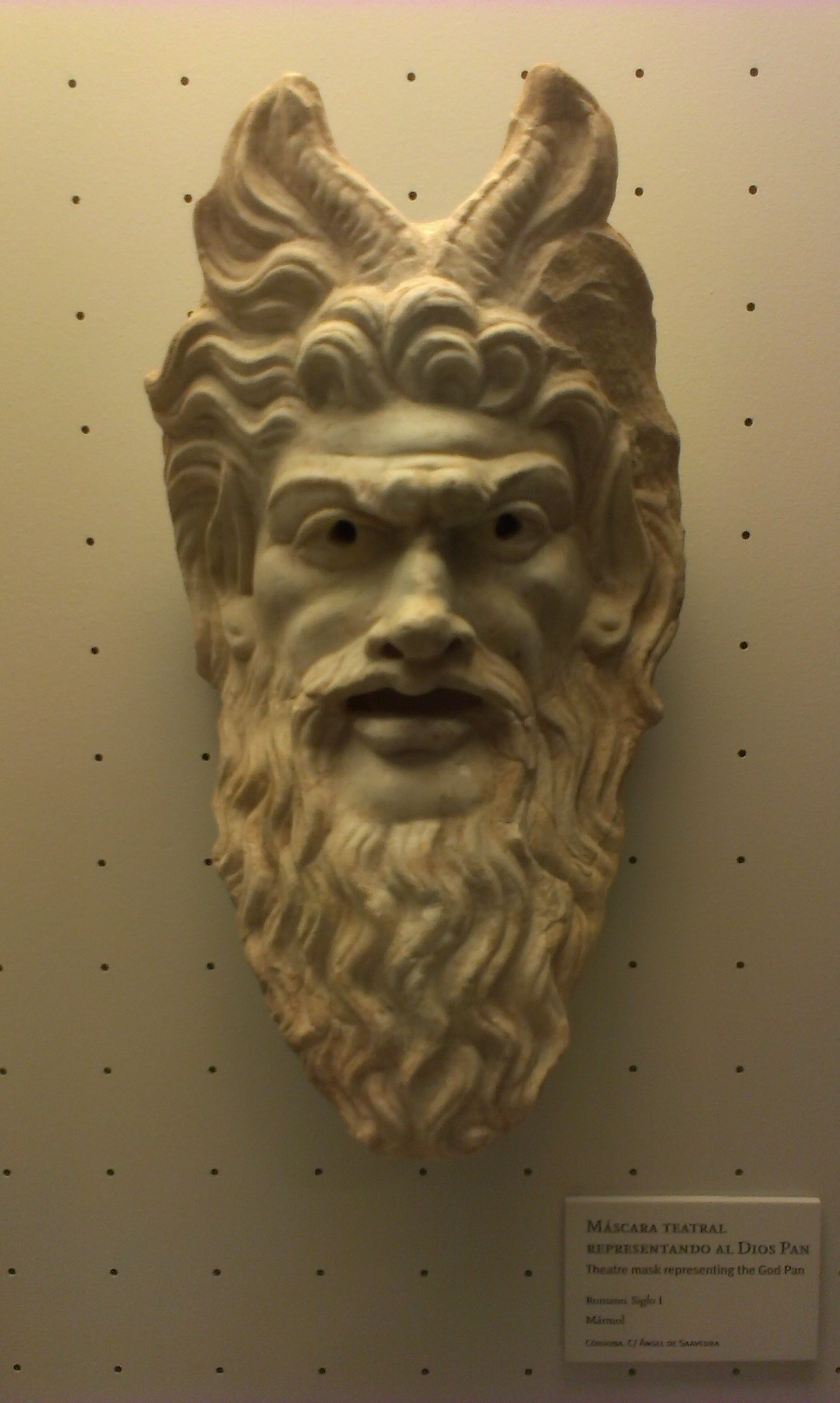
Grecka maska bożka Pana

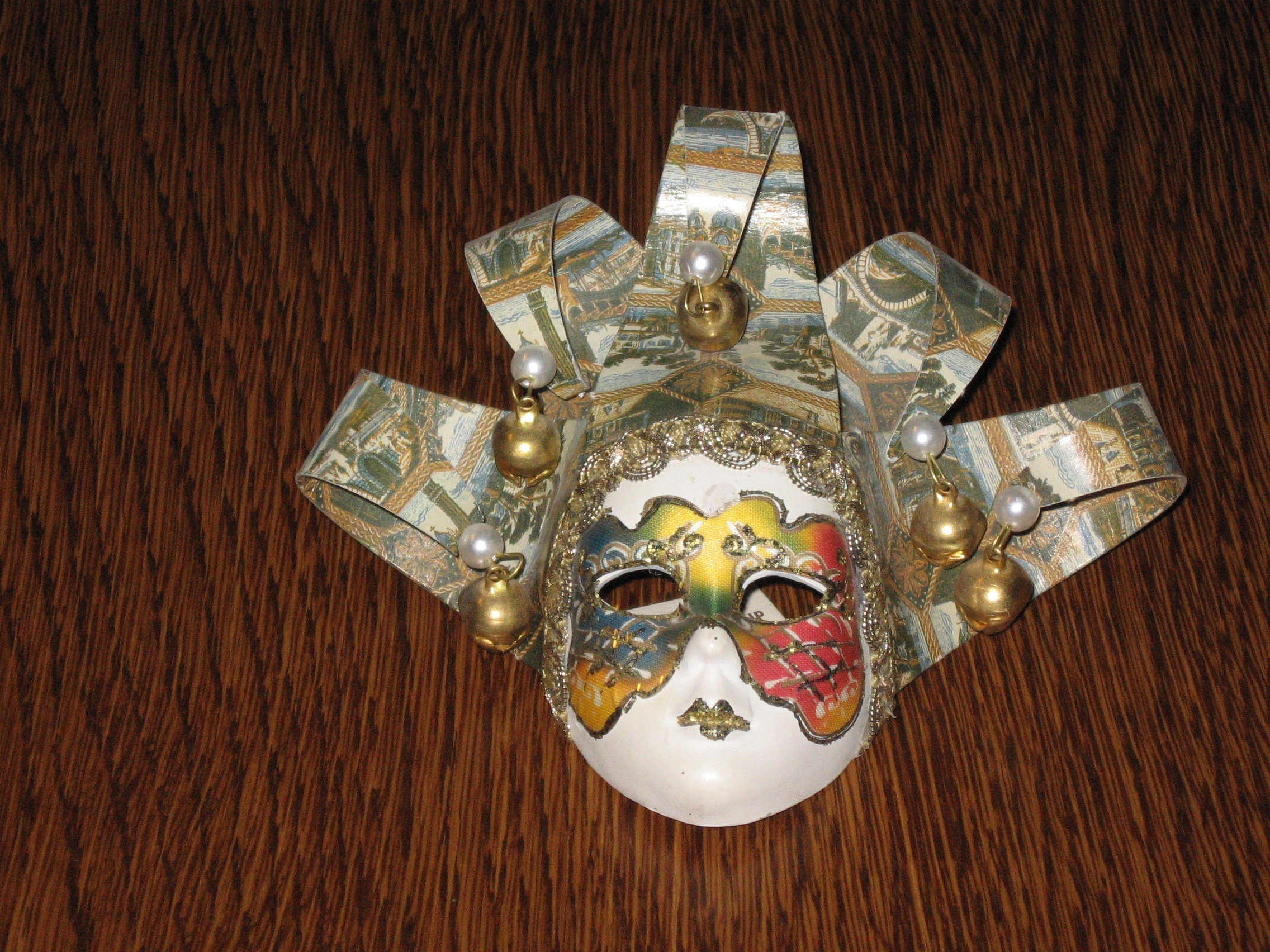
Karnawałowa maska wenecka

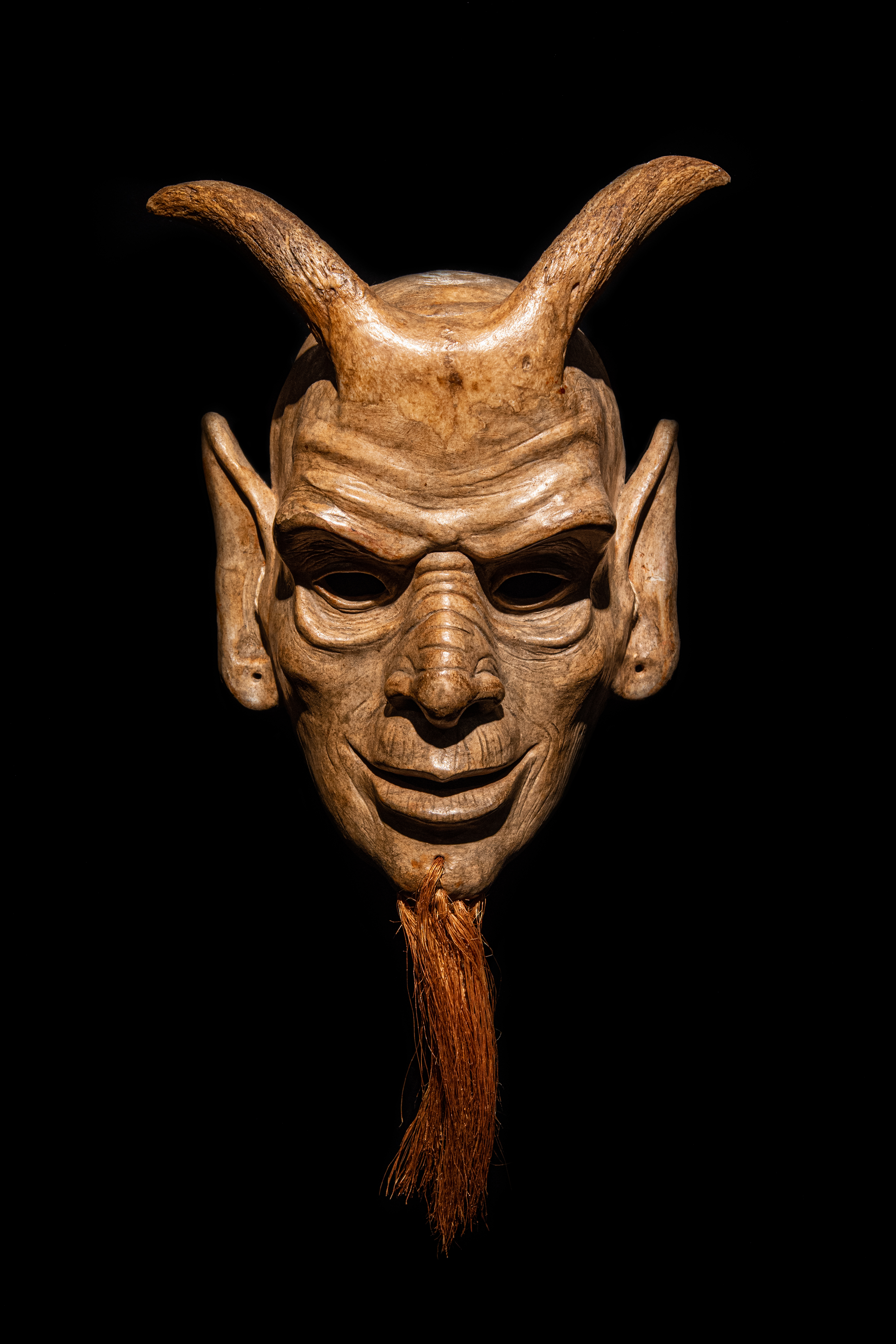
Maska diabła używana na portugalskich festynach ludowych i karnawału

Maska – przykrycie twarzy lub jej części, z otworami na oczy, początkowo używane w celach magicznych lub obrzędowych.
Maska jest przedmiotem noszonym zazwyczaj na twarzy, zwyczajowo dla ochrony, rozrywki, służącym przebraniu bądź wykorzystywanym podczas występów. Masek używano od starożytności, zarówno do obrzędów, jak i do celów praktycznych. Zazwyczaj noszone na twarzy, chociaż mogą także być umieszczone gdziekolwiek indziej na ciele.
W niektórych częściach Australii gigantyczne totemiczne maski zakrywały całe ciało. Inuitki zaś używały masek zakładanych na palce w trakcie opowiadań i tańców.
Maski mogą mieć różne kształty, czasami przedstawiają emocje, innym razem zwierzę, demona lub potwora.
Maski występują w różnych kulturach i obszarach geograficznych. W Europie znane w starożytnym teatrze greckim, od średniowiecza używane w czasie zabaw karnawałowych zwanych maskaradami. Od XVI wieku wprowadzone do teatru dworskiego, później do commedii dell’arte.

## Etymologia
Polskie słowo „maska” (podobnie jak angielskie mask, które pojawiło się w języku angielskim w latach 30. XVI wieku) pochodzi z francuskiego masque oznaczającego „nakrywanie w celu schowania lub ochrony twarzy”, które z kolei wywodzi się z włoskiego słowa machera, a to ze średniowiecznej łaciny, w której masca oznaczało „maskę, zjawę, koszmar”. Wyraz ten ma niepewne pochodzenie, przypuszczalnie z arabskiego mascharah ‏مَسْخَرَۃٌ‎, czyli „błazen”, pochodzącego ze słowa sachira, czyli „ośmieszać”. Jednakże słowo może również pochodzić od prowansalskiego mascarar, czyli „zaczerniający (twarz)” (lub powiązanego z katalońskim mascarar lub starofrancuskim mascurer). To ma również niepewne pochodzenie – może mieć niemiecki źródłosłów pokrewny z angielskim mash, ale może to być również mask- „czarny”, zapożyczone z języka preindoeuropejskiego. Natomiast wg Markusa Kupferbluma słowo Maske ma korzenie arabsko-hiszpańskie, gdzie arabskie „mascharat” oznacza psotę, wybryk, a hiszpańskie más que la cara ma znaczenie ogólniejsze i głębsze – „więcej niż twarz”. Stąd powstało „máscara”, czyli maska. Inne powiązane formy to arabska maschara ‏مَسْخَرَ‎ = „ośmieszony, wykpiony”, masacha ‏مَسَخَ‎ =„odmieniony”.

## Historia
Stosowanie masek w rytuałach lub ceremoniach jest bardzo starą ludzką praktyką na całym świecie, chociaż maski mogą być również noszone dla ochrony, dla sportu, na polowaniach, na ucztach lub na wojnach – lub po prostu użyte jako dekoracja. Niektóre maski ceremonialne lub dekoracyjne nie były przeznaczone do noszenia. Chociaż użycie religijne masek zmalało, bywają stosowane w terapii teatralnej lub psychoterapii.

### Antyczna maska
Jednym z wyzwań w antropologii jest znalezienie dokładnego pochodzenia ludzkiej kultury i wczesnych działalności, z inwencją i użyciem maski stanowiącej tylko jeden obszar nierozwiązanego dochodzenia. Użycie masek datuje się na kilka tysięcy lat. Przypuszcza się, że pierwsze maski mogły być powszechnie używane przez prymitywnych ludzi, żeby połączyć posiadacza ze swego rodzaju bezspornym autorytetem, takim jak bogowie lub skądinąd nadać wiarygodność osobie o danej roli społecznej. Najstarsze odkryte maski mają 9 tysięcy lat i są przechowywane w Muzeum „Bible et Terre Sainte” (Paryż) oraz w Muzeum Izraela (Jerozolima). Najprawdopodobniej praktyka wykonywania masek jest starsza – najwcześniejsze znane antropomorficzne dzieła sztuki mają 30 tys.–40 tys. lat. Maski szamańskie uważane są za najstarsze, na przykład maski z Malakoff sprzed 27 tysięcy lat. Warto również zwrócić uwagę na malowidła paleolityczne w niektórych jaskiniach, na których przedstawiono tańczące postaci w maskach przypominających głowy zwierząt, takich jak dziki, bizony, niedźwiedzie, kozice czy jelenie.

## Wykonanie
W antyku maski tworzone były przede wszystkim z płótna, korka czy drewna. Odznaczały się silną ekspresją, ich zadaniem było ukazać jednoznacznie określone emocje, lecz mimo to zachowywały naturalne proporcje. Wyjątek stanowiły maski, które przedstawiać miały postacie nie z tego świata. W Afryce maski wykonywano z drewna, kości słoniowej, metalu, kamieni, roślin. Charakterystyczną ich cechą jest dramatyczny i silny ekspresjonizm, brak przywiązywania wagi do naturalizmu oraz proporcji, ostre i kanciaste formy, mocne wyczucie plastyczne. Popularny rodzaj masek stanowią maski karnawałowe, które najczęściej wykonywane są z papieru czy plastiku. Maski karnawałowe nakłada się, by ukryć swoją tożsamość dla czystej zabawy. Słowo „maska” bywa używane nie w znaczeniu nakrycia twarzy, lecz na określenie części ubrania zakrywającego twarz, takiego jak welon, frędzle lub zasłona, czy ozdoby twarzy o charakterze jej repliki. Zdarza się, iż oznacza się w ten sposób podobizny, rzeźby, twarze malowane na budynkach czy łodziach niezależnie od ich wielkości, pomalowanie twarzy, ciała, make up lub tatuaże. W takim zakresie pojęciowym słowo „maska” staje się mało użyteczne. Według Asa Boholma główną funkcją maski nie jest zwykłe zakrywanie twarzy. Maską staje się cały kostium osoby przebranej, jak na przykład ozdoby, nakrycie głowy, różnorodne konstrukcje architektoniczne, czego przykładem są sławne szczudła afrykańskiego plemienia Dogonów, ekrany, platformy oraz inne urządzenia posiadające znaczenie rytualne. Innymi popularnymi rodzajami masek są maski przedstawiające rożnego rodzaju istoty nadprzyrodzone, przodków, zmarłych, potwory, które starano się obłaskawić, maski wymierzające sprawiedliwość, maski wojenne, komiczne. Unikano tworzenia masek demonów, których lękano się niesłychanie, na przykład demonów chorób nieuleczalnych.

## Funkcje
Maski ważną rolę odgrywały w obrzędach religijnych, szczególnie podczas obrzędów przejścia. Przedmiot ten ma służyć ukryciu, ochronie jednostkowej jaźni, porozumieniu, scaleniu które w systemach totemicznych doprowadzić może do reprezentowania określonego klanu bądź też służyć mogła odseparowaniu jednostki od grupy. Posługiwanie się maską przez dawne kultury związane było z różnego rodzaju stanami liminalności, zmianą statusu czy ról społecznych. Ważną rolę pełniły również w ceremoniach związanych z kultem przodków. Miały one bowiem za zadanie wizualizować istoty, które według tubylców należą już do świata transcendentnego, przy jednoczesnej wspólnej potrzebie uczucia aktualizacji obecności i mocy zmarłych. Dzięki masce dokonywało się wkroczenie ze sfery sacrum w sferę profanum. Maski oraz przebrania używane w celach rytualnych umożliwiały człowiekowi stawanie się osobnikiem przybyłym z zaświatów. Człowiek w kostiumie nie objawiał już cech ludzkich. Symboliczny związek istniejący pomiędzy przebraniem a jego żywym odpowiednikiem umożliwiał zyskanie wymiaru sakralnego. Dlatego człowiek przebrany za groźne zwierzę miał wykazywać jego cechy.  

## Funkcje maski u różnych ludów
Sycylia
- Na Sycylii malowidła w jaskini Addaura przedstawiają dwie postaci, wokół których tańczy ośmioosobowa grupa ludzi w zwierzęcych maskach. Według Andreasa Lommela owi tancerze za pomocą maski wcielają w siebie duchy pomocnicze, które właśnie w takiej postaci sobie wyobrażano. Dla nosiciela maska oraz nakrycie głowy miały stanowić obronę przed niebezpiecznymi wpływami wrogich mocy. Szaman chcący obronić się przed złymi mocami i demonami, które stanowią zagrożenie w jego podróżach po świecie duchów, nakłada odstraszające nakrycie głowy, które czyni go jednocześnie nierozpoznawalnym. Tego typu nakrycie głowy zazwyczaj wykonane jest z atrybutów zwierzęcych[20].

Nowa Gwinea
- W Makehuku w dolinie Asaro, w rejonie Goroka można spotkać słynnych „ludzi błotnych” (mud-men), których taniec stanowi dziś główną atrakcję turystyczną. Tancerze wysmarowani są białą glinką, cała głowę nakrywa nasycona ekspresją maska, w której często przez przegrodę nosową przechodzą kły dzika, w ręku trzymają liściastą gałązkę. Część tancerzy stanowiąca oddzielną grupę, podobnie zamaskowana wyposażona jest w łuk i strzały, którymi potrząsa w tańcu. Postaci jedna za drugą wyłaniają się z mroku spoza zarośli niczym duchy dżungli, po czym zbliżają się do siebie tanecznym krokiem w zupełnej ciszy. Z czasem ruchy tych postaci stają się żywsze, szaleńcze i nieokiełznane, do momentu aż uczestnicy demonicznie wymachując gałązkami, łukami i strzałami ulegle znikają w buszu[21].

- Według Nor-Papau maska i duch są jednością, lecz według innej wersji duchy są duchami poszczególnych klanów ujawniających się w flecie. Istnieją atoli maski przedstawiające twarz danego ducha, ale są również maski, które są częścią kostiumu potrzebnego do przeprowadzenia tańców kultowych, spirytystycznych. Nosiciel takiego kostiumu w tańcu automatycznie sam staje się duchem. Duch przenosi się z instrumentu do maski, a poprzez maskę wnika w tancerza. Istnieje też trzecia wersja znana krajowcom, mianowicie ton fletu brag stanowi głos ducha danego fletu. Dźwięk fletu przyciąga swojego ducha, który słysząc go wchodzi we flet, po czym flet umieszcza się w domu mężczyzny i kładzie się go koło maski, która stanowi twarz ducha fletu. Flet pełni rolę głosu ducha zaś maska jego twarzą[22].
- Dla Arapeszów maski stanowią najważniejszy przedmiot sakralny w domu duchów. Maskom składano ofiary takie jak mięso, taro, banany, bulwy pochrzynów. Proszono o pomoc duchów, których maski reprezentowały w ważnych sytuacjach lub wojnach między klanami czy plemionami. Maski te miały różny stopień sakralności. Na szczycie znajduje się maska tumbuanowa, która okrywa ciało od czubka głowy do połowy tułowia. Według mitu była ona wynalazkiem kobiet, które straszyły nią mężczyzn jednak z czasem kult ten stał się kultem męskim. Wykonana z cienkich gałązek rotangu maska przypominała głowę ludzką z otworami na oczy i usta. Wykonuje ona wyroki, a jej nosiciel ma nie tyle co prawo ale i obowiązek zranić, zgwałcić czy zabić ofiarę. Według członków plemienia maska jest siedzibą jednego lub kilku duchów jej ofiar. Zanim założy się taką maskę należy skropić ją magicznym wywarem w postaci zabitych węży, którego celem jest zwiększenie jej mocy. Maskę, która zabiła określoną liczbę osób znakuję się w specjalny sposób. W przypadku, gdy maska zabiła trzy osoby, wprowadza się w prawe ucho kość promieniową, lecz jeśli jest sprawczynią większej ilości mordów, z jej szyi zwisać powinien pas z tyloma supełkami, ile osób uśmierciła[23].
- Szczególnie ważną rolę maski odgrywały w obrzędach inicjacyjnych młodzieży i w niektórych kulturach związków totemicznych. U społeczności Lae na wyspie Mandok, zanim młody chłopiec miał stać się „wielkim” mężczyzną, musiał zostać wtajemniczony w prawa i obowiązki członka dorosłego, dowiedzieć się jak nawiązać kontakt z istotami nadprzyrodzonymi, dowiadywał się pilnie strzeżonych tajemnic, mitów i wierzeń, przeżywał przejście do wyższej rangi w hierarchii społecznej. Lecz nim to nastąpi, na jego drodze pojawiają się dwie olbrzymie zamaskowane postacie, zza ich pleców wylewał się wachlarz zielonych, czerwonych i żółtych liści. Postaci te przyozdobione są kolorowymi piórami, lecz ich maski nie wyrażają nic dobrego. Dodatkowo w ręku trzymają wiązkę rózg do smagania. Maski te przedstawiać mają wszystkie groźne moce. W szaleńczym tańcu postaci decydują o ilości zadanych batów, a te zależne są od przeszłego posłuszeństwa inicjanta[24].

Nowa Brytania
- U Bainingów po udanych żniwach, podczas wielkich uczt noszono monstrualne maski, które zdarzały się osiągać nawet ponad dziesięć metrów. Maski te przechowuje się w domu kultowych znajdującym się poza wioską. Zakaz wstępu do domu mają kobiety i dzieci pod karą śmierci. Nie można ich również zobaczyć przed publicznym zaprezentowaniem. Nosiciele masek znani są tylko wtajemniczonym, pozostali członkowie społeczności uważają je za ucieleśnione duchy.[25]

## Maska w performansie
Na całym świecie maski są używane z powodu swojej siły ekspresji jako cecha charakterystyczna występów z użyciem masek – zarówno rytualnych, jak i teatralnych. Rytualne i teatralne definicje używania maski nierzadko częściowo łączą się, jednakże ciągle zapewniają użyteczne podstawy klasyfikacji. Obrazy zestawienia komediowych i dramatycznych masek są powszechnie używane do prezentowania sztuk scenicznych, a szczególnie dramatów. Dzięki maskom, kilku zaledwie aktorów mogło odgrywać wiele ról. W starożytnym Rzymie słowo „persona” (osoba) ma znaczenie „maska”, odpowiada również osobie, która miała pełne obywatelstwo rzymskie. Obywatel mógł demonstrować swoje pochodzenie poprzez wyobrażenia pośmiertnych masek przodków.
Były one odlewane z wosku i przechowywane w lararium, czyli w rodzinnej kapliczce. Podczas ceremonii przejścia, czyli inicjacji młodych członków rodziny, czy pogrzebów, maski były przenoszone z kapliczek pod nadzorem należących do rodu obywateli. Na pogrzebach profesjonalni aktorzy nosili maski, by przedstawiać czyny z życia przodków, łącząc w ten sposób role maski jako obiektu rytualnego oraz teatralnego. Maski są znanymi i żywymi elementami wielu kultur, tradycyjnych występów, ceremonii, rytuałów i festiwali oraz często mają starożytne pochodzenie. Maska jest przeważnie częścią kostiumu, który zdobi całe ciało i uosabia ważne tradycje wspólnoty religijnej lub społecznej, zarówno całej, jak i poszczególnych grup. Maski są używane niemal uniwersalnie, zachowując przy tym swoją moc i tajemnice zachowane dla ich użytkowników oraz odbiorców. Popularnym przykładem są maski pojawiające się na karnawałach, a także na imprezach dla dzieci oraz festiwalach – na przykład Halloween. W dzisiejszych czasach plastikowe maski są zazwyczaj produkowane masowo. Często bywają związane z postaciami popularnymi w telewizji bądź bohaterami bajek. Są one jednakże przypomnieniem o trwałej grze pozorów oraz ich sile i uroku. Maska sama w sobie pełni podwójną rolę – skrywania i odsłaniania zarazem. Jest jednocześnie wyrazem sekretu jak i zaproszeniem do jego odkrycia.

### Maska pośmiertna
Maska pośmiertna według archaicznych tradycji, osoba nakładająca maskę reprezentowała zmarłych. Dzięki masce umarli przemieniali się w żywych, zaś żywi w zmarłych, a granica między życiem i śmiercią zacierała się. Jednak maska utożsamiana ze śmiercią miała nie tylko straszyć. Przykłady na to znajdujemy w starogreckiej komedii, gdzie maski wywoływały efekt śmieszności, który wyzwalał przed przykrą koniecznością śmierci.

### Maskowanie się myśliwych
Ludzie paleolitu byli myśliwymi i zbieraczami, nie rolnikami. Dla kobiet przywiązanych do obozowisk z powodu nadanych im funkcji fizjologicznych takich jak ciąża, zajmowanie się dzieckiem przeznaczona była przyroda jako obiekt poznania, dla mężczyzn zaś była wrogiem. Kobiety jako zbieraczki w poszukiwaniu pożywienia nie potrzebowały planu czy specjalistycznych taktyk, w przeciwieństwie do polowania, którym zajmowali się mężczyźni. Zwodzenie, oszustwo i pozór stosowane przez mężczyzn miało na celu zdobyć pożywienie w postaci zwierzyny. W pierwotnych kulturach polowanie stanowiło rodzaj pracy, zapewniającej przetrwanie całemu plemieniu i która dała początek zachowaniu kolektywnemu. Ukrywanie prawdziwego "ja" myśliwych pod maską stanowi cząstkę działania socjalnego i socjalizującego zarazem. W skład tego typu maskowania wchodzi nie tyle sam wygląd (w postaci na przykład zwierzęcych skór), ale również zachowanie, ruchy oraz głos. By polowanie się powiodło, myśliwi wykorzystywali tłuszcz z upolowanych zwierząt, by ukrywając swoją tożsamość upodobnić się do ofiary lub też smarowali ciała specjalnie przygotowanymi maściami, dzięki którym niwelowali własny zapach.